# Imma autodoxa
Imma autodoxa is een vlinder uit de familie van de Immidae. De wetenschappelijke naam van de soort is voor het eerst geldig gepubliceerd in 1886 door Edward Meyrick.